# Шарурский магал
Шарурский магал — один из магалов Эриванского ханства.

## География
Этот магал, располагавшийся в юго-восточной части Эриванского ханства, граничил на севере с Ведибасарским магалом, на западе — с рекой Аракс, на юге и юго-востоке — Нахичеванским ханством. Восточная часть магала была разделена рекой Арпа на две части, которая обеспечивала всю оросительную систему магала. Территория Шарурского магала соответствует территории нынешнего Садаракского района Нахичеванской АР.

## Сёла
Этот округ, составлявший в прошлом часть Нахичеванского ханства, был включён в состав Эриванского ханства только в начале XIX века. В исследовании И. Шопена говорится о 61 сёлах этого магала, из коих 11 были полностью разорены. По Дж. Бурнутяну, в этот магал с центром в Енгидже входило 50 сёл (не считая разорённые).

### Разрушенные сёла во время войн
Список сёл, разрушенных в районе в результате русско-персидской и русско-турецкой войн 1826—1828 и 1828—1829 годов:
1. Хагыгара, 2. Галаджыг, 3. Ферхад Архы, 4. Бошагышлагы, 5. Дашарх-Улья, 6. Ортюлю Мазра, 7. Шабан Мазра, 8. Карки-Баят Мазра, 9. Ёвшан Мазра, 10. Габуд Мазра, 11. Дехнекенд (Демирчигышлагы).

## Население
На территории магала Шарур проживало большое количество кочевников, но почти не было армян.
Село Сиягут было основано ассирийцами из одноимённого села в Иране в начале XIX века.
Название села Косаджан, по мнению некоторых исследователей, было принесено семьями из города Кусакан в Турции, разрушенного монголами в XIII веке, другую старую историю имеет название села Гархун. Село Гарабюрдж, названо так, потому-что в его окрестностях находилась разрушенная чёрная крепость. В селе Гышлаг Аббас, объединённом с селом Ибадулла, находится древний некрополис.
Село Ханлыглар, где находится пир Имамзаде, принадлежало нахичеванским ханам. Село Дервишляр же было основано осевшими здесь дервишами. В селе Горчулу обосновались прибывшие сюда из одноимённого сёла в Лачинском районе татары[когда?]; позже это село вошло в состав села Махта.
Село Зейва упомянутое в документе 1728 года под названием «Ахмедпаша завиясы» раньше было армянским поселением, где было от 150 до 200 домов, но они покинули это село в середине XIX века.